# Operation Source
Operation Source fandt sted 20. september 1943, og var en tophemmelig og særdeles risikabel britisk operation, hvor flere mini-ubåde skulle sænke det tyske slagskib Tirpitz i havn, i dette tilfælde i Altafjord i Finnmark i Nordnorge. Det lykkedes kun X-5, X-6, X-7 og X-10 at komme frem. Flere af mini-ubådene sank med besætning undervejs.
Der blev anbragt store mængder af sprængstof under Tirpitz der blev kraftigt beskadiget ved operationen.

## Ekstern henvisning
- Tirpitz - Gallery - Operation Source